# 博诺尔芒
博诺尔芒（法語：Bosnormand，法語發音：[bonɔʁmɑ̃]）是法国厄尔省的一个旧市镇，属于贝尔奈区。2017年1月1日，博诺尔芒与市镇鲁穆瓦地区勒博罗热合并为新市镇博鲁穆瓦。

## 地理
博诺尔芒（49°16'46"N, 0°54'30"E）面积3.34 平方千米，位于法国诺曼底大区厄尔省，该省份为法国北部内陆省份，北起滨海塞纳省，西接奧恩省和卡爾瓦多斯省，南至厄尔-卢瓦省，东临瓦兹省、瓦兹河谷省和伊夫林省。
与博诺尔芒接壤的市镇（或旧市镇、城区）包括：鲁穆瓦地区勒博罗热、大布特鲁尔德。

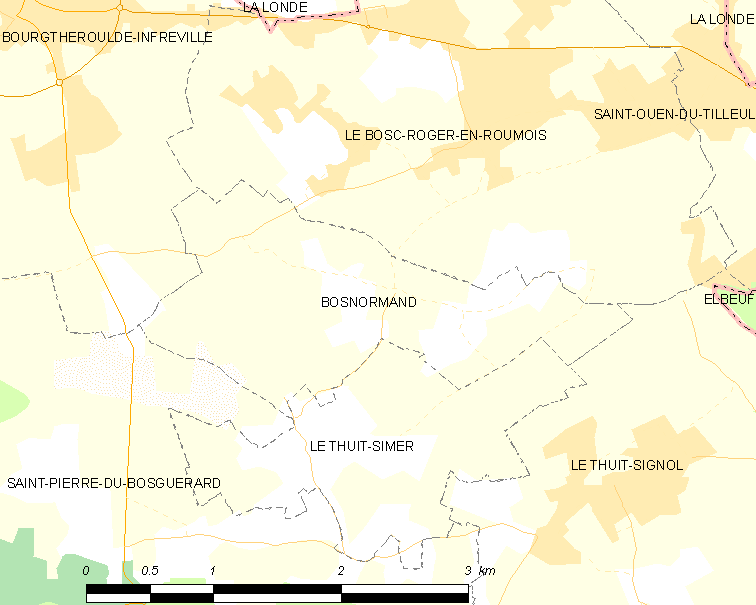
博诺尔芒的OSM定位图

博诺尔芒的时区为UTC+01:00、UTC+02:00（夏令时）。

## 行政
博诺尔芒的邮政编码为27670，INSEE市镇编码为27093。

## 政治
博诺尔芒所属的省级选区为大布特鲁尔德县。

## 人口

1962-2008年间博诺尔芒人口变化图示

博诺尔芒于2018年1月1日时的人口数量为326人。